# Pu (Linfen)
Pu (en chino:蒲县, pinyin:Pú xiàn) es un condado bajo la administración directa de la ciudad-prefectura de Linfen. Se ubica al suroeste de la provincia de Shanxi, este de la República Popular China. Su área es de 1508 km² y su población total para 2010 fue +100 mil habitantes.

## Administración
El condado de Pu se divide en 9 pueblos que se administran en 4 poblados y 5 villas.